# Sculpture gazeuse

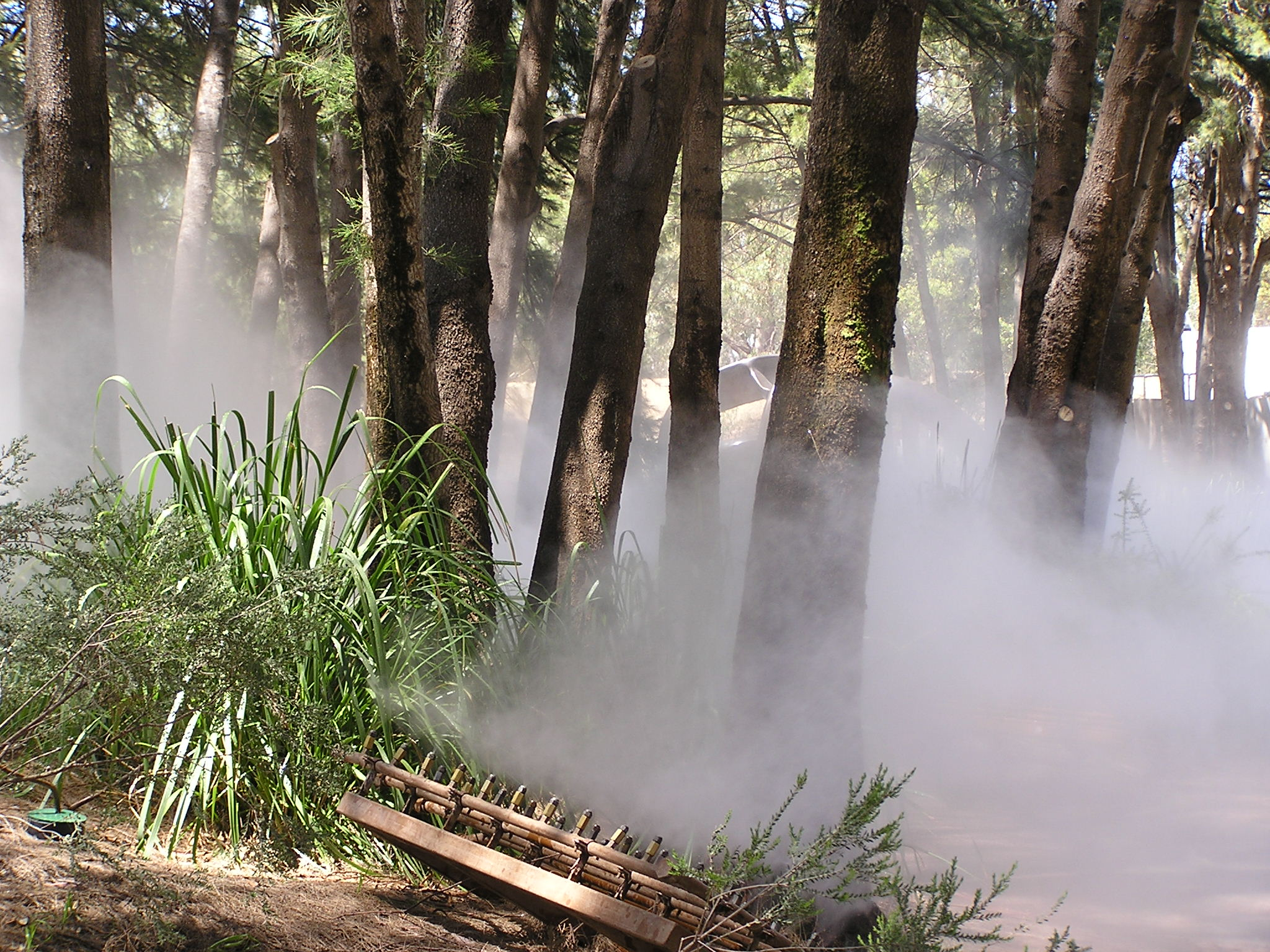
Fog Sculpture #94925 (Foggy Wake in a Desert: An Ecosphere) par Fujiko Nakaya (1976), jardin de sculptures de la Galerie nationale d'Australie, Canberra.

Une sculpture gazeuse (ou sculpture de brume, sculpture de brouillard) est une sculpture dont le matériau principal est un gaz.

## Historique
L'idée de concevoir une sculpture entièrement à partir de matériaux gazeux est proposée par le sculpteur Joan Miró (1893-1983) dans les écrits de la fin de sa vie. La même idée apparaît également dans le livre Gog de l'écrivain Giovanni Papini, publiée en 1931.

## Technologie
Les technologies de brouillard d'eau froide sont développées à la fin des années 1960 pour le contrôle des poussières en suspension dans les usines, ainsi que pour prévenir le gel des vergers dans l'agriculture. Ces systèmes à haute pression forcent une eau sous 100 à 210 bar dans des tuyères afin de l'atomiser en milliards de gouttelettes ultrafines de moins de 10 µm de diamètre. Leur évaporation rapide permet également de fournir un refroidissement. Du point de vue artistique, cette technologie permet au spectateur d'interagir de façon sûre avec le brouillard et d'y être complètement immergé.
Les brouillards de vapeur à haute température sont également utilisés artistiquement pour des effets visuels atmosphériques, ainsi que comme surfaces de projection dynamiques.
Dans l'industrie du divertissement, ces différents systèmes sont utilisés pour les effets spéciaux des films et les parcs d'attraction.

## Exemples

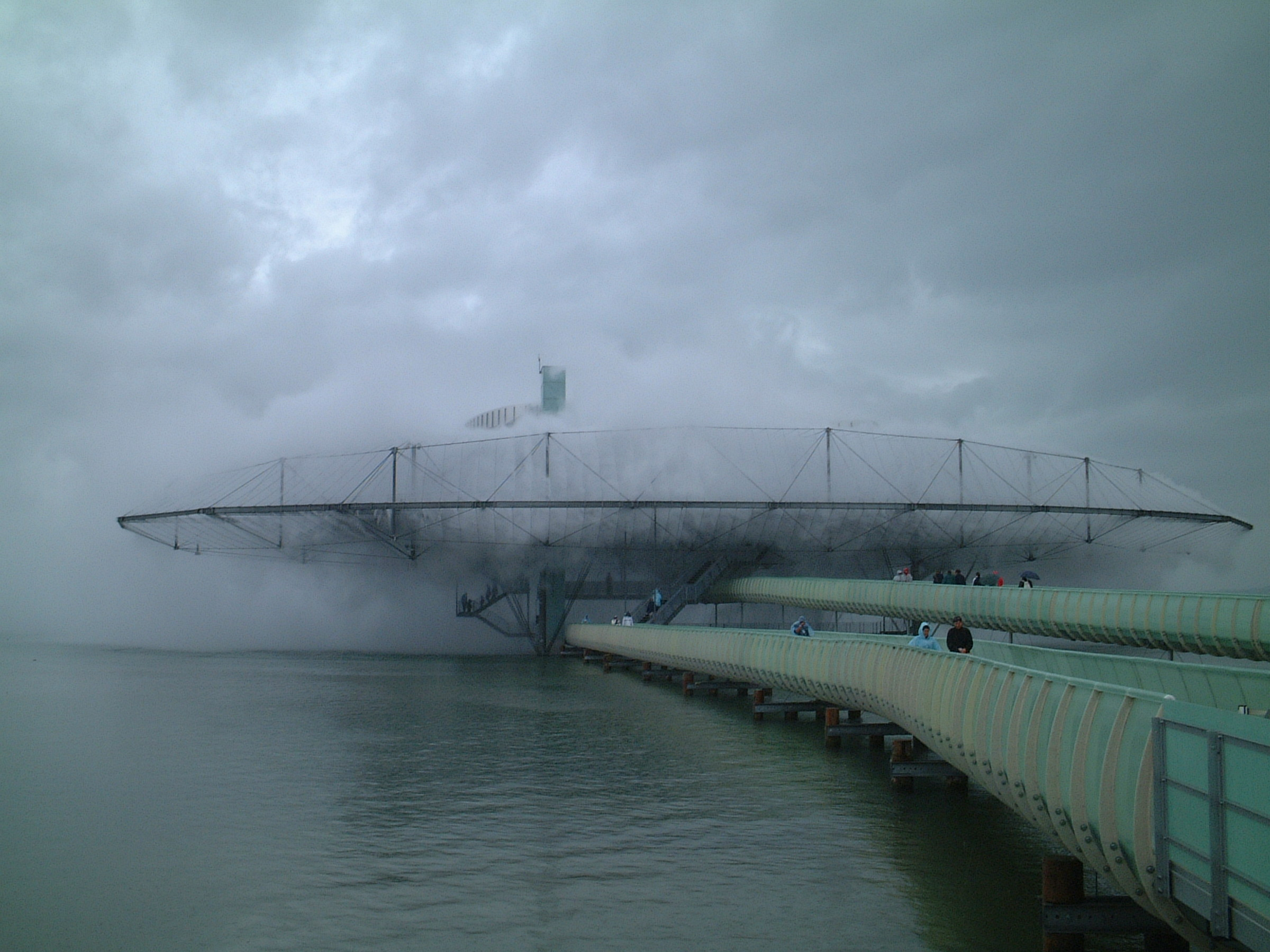
Blur Building de Diller Scofidio + Renfro, Exposition nationale suisse de 2002.

L'artiste japonaise Fujiko Nakaya (née en 1933) est généralement créditée des premières réalisations de sculptures gazeuses. En 1970, avec l'aide du collectif Experiments in Art and Technology, elle enveloppe le pavillon Pepsi-Cola lors l'exposition universelle de 1970 à Osaka. Elle réalise de nombreuses sculptures de brouillard par la suite, comme Fog Sculpture #94925 (Foggy Wake in a Desert: An Ecosphere), exposée dans le jardin de sculptures de la Galerie nationale d'Australie à Canberra : une série de petites tuyères sont disposées le long de la berge d'un étang rempli de joncs et, lorsqu'elles sont allumées, un brouillard très fin se dégage. La forme de la sculpture change en continu, modifiée par l'eau, les joncs et les courants d'air. Une autre œuvre, Sculpture de brouillard n°08025 (F.O.G.), est visible à l'extérieur du Musée Guggenheim de Bilbao.
L'œuvre collaborative Center Beam du Center for Advanced Visual Studies (en) du Massachusetts Institute of Technology est montrée pour la première fois en 1977 à la documenta 6 de Cassel. Elle inclut des jeux de vapeur réalisés par Joan Brigham, Otto Piene et Paul Earls. Le brouillard de vapeur d'eau, chaude et à basse pression, devient un médium pour projeter des lasers, des hologrammes, des films et du texte.
Pendant l'Exposition nationale suisse de 2002, le Blur Building des architectes Diller Scofidio + Renfro est décrit comme un « nuage habitable tourbillonnant au-dessus d'un lac » ; il est conçu au-dessus du lac de Neuchâtel avec un brouillard entourant une structure de 20 m de haut sur 100 m de long et 60 m de large. Le principal matériau visible est l'eau : elle est pompée dans le lac, filtrée et atomisée en fin brouillard par une série de 31 400 tuyères haute-pression. La pression des tuyères est réglée par ordinateur suivant la température, l'humidité, la force et la direction du vent. Le brouillard créé change constamment. À l'intérieur du brouillard, le spectateur est plongé dans un « blanc dehors » et le « bruit blanc » des tuyères.
Parmi les autres sculptures contemporaines dans lesquelles le brouillard est un moyen d'expression : Harbor Fog, une œuvre interactive dans un parc surmontant le Big Dig de Boston, Cloud Rings de Ned Kahn (2006) pour le 21c Museum Hotel (en) de Louisville, une autre œuvre de Kahn pour le Children's Museum de Pittsburgh (en), ou le paysage interactif de la Dilworth Plaza au pied de l'hôtel de ville de Philadelphie (2013). Par ailleurs dans certaines installations d'Ann Veronica Janssens comme Bluette (2006) ou Daylight Blue, Sky Blue, Medium Blue, Yellow (2011) le brouillard joue un rôle essentiel du dispositif.
Certaines œuvres d'art cinétique contiennent des éléments gazeux, comme les sculptures de La Joute de Jean-Paul Riopelle, qui incluent des jets de feu à gaz naturel, une fontaine d'eau et des éléments sculpturaux en bronze.